# Tajuria cato
Tajuria cato är en fjärilsart som beskrevs av Druce 1895. Tajuria cato ingår i släktet Tajuria och familjen juvelvingar. Inga underarter finns listade i Catalogue of Life.